# Blastocatella
Blastocatella es un género de bacterias gramnegativas de la familia Blastocatellaceae. Actualmente contiene una sola especie: Blastocatella fastidiosa. Fue descrita en el año 2013. Su etimología hace referencia a cadena pequeña en ciernes. El nombre de la especie hace referencia a fastidiosa. Es aerobia y móvil. Tiene un tamaño de 0,8-0,9 μm de ancho por 0,8-12 μm de largo. Catalasa y oxidasa positivas. Forma colonias circulares, traslúcidas, lisas, brillantes, entre convexas y umbonadas, de color naranja-rosado y con márgenes enteros. Temperatura de crecimiento entre 14-40 °C, óptima de 30-35 °C. Tiempo de duplicación de 9,8 horas. Tiene un contenido de G+C de 46,5%. Se ha aislado del suelo de la sabana en Erichsfelde, Namibia. 